# La sfida del samurai
La sfida del samurai (用心棒?, Yōjinbō, lett. "La guardia del corpo") è un film del 1961 co-scritto, co-prodotto, montato e diretto da Akira Kurosawa.
Il film venne presentato alla 22ª Mostra del Cinema di Venezia, facendo guadagnare al suo protagonista, Toshiro Mifune, la Coppa Volpi per la migliore interpretazione maschile. Nel 2008 La sfida del samurai è stato inserito al 95º posto nella classifica dei 500 più grandi film di tutti i tempi pubblicata da Empire.
La distribuzione occidentale, in particolar modo in Italia, è divenuta famosa per la disputa legale per plagio avvenuta tra Toho Company e Sergio Leone riguardo alla realizzazione di Per un pugno di dollari (1964), film che di fatto iniziò con successo il nuovo genere spaghetti-western e che fu trampolino di lancio per la carriera di Clint Eastwood. Nel 1996 venne girato Ancora vivo - Last Man Standing, un gangster movie diretto da Walter Hill, che fu un remake ufficiale del film di Kurosawa.

## Trama

Il duello finale nel film

Un ronin senza nome arriva in una piccola cittadina stranamente silenziosa e senza vita. Alloggiatosi nella locanda, viene a sapere dall'oste che in città, dove regnano l'omertà e la corruzione più sfrenate, è da tempo in corso una guerra logorante tra due potenti yakuza, Seibei e Ushitora, e decide di fare qualcosa per mettere fine a questa situazione di caos; tuttavia, sapendo di non potere niente contro gli eserciti di tagliagole e mercenari che Seibei e Ushitora hanno raccolto attorno a loro, capisce che la cosa migliore da fare è spingere i due capi a uno scontro diretto che li finisca entrambi.
Come prima cosa mette in mostra le proprie abilità uccidendo senza problemi tre uomini di Ushitora, quindi si offre come guardia di Seibei per la considerevole cifra di cinquanta ryō, ma un attimo prima della battaglia, sapendo anche che Seibei e la sua malevola moglie Orin intendono ucciderlo a cose fatte per non doverlo pagare, si tira indietro. Purtroppo, contro i suoi piani, subito prima che i due eserciti arrivino allo scontro, si sparge la notizia che l'ispettore dello shogun sta arrivando in città, cosa che costringe inevitabilmente le due parti a dichiarare una tregua e a riportare il villaggio ad una parvente condizione di serenità.
L'ispettore, ingolosito dalle ricche tangenti che riceve in cambio della propria omertà, si intrattiene per diversi giorni, con grande dispiacere del bottaio vicino dell'oste, che negli ultimi tempi si era arricchito sfruttando la guerra in corso tra i due clan, e nel frattempo Seibei e Ushitora fanno a gara per cercare di accaparrarsi i servizi del samurai senza nome, presentatosi intanto col nome finto di Sanjuro. Per tentare di portare Sanjuro dalla sua parte, Ushitora gli rivela che il conflitto è prossimo a ricominciare, in quanto ha fatto uccidere il capo di un villaggio vicino, cosa che costringerà l'ispettore a ripartire. Come predetto da Ushitora l'amministratore parte il giorno dopo e il conflitto ricomincia. Sanjuro è convinto che questo costituirà la spallata finale per il dominio dei due capi sul villaggio, ma dopo poco tempo il bottaio rivela che Seibei e Ushitora, su consiglio del fratello minore di quest'ultimo, Unosuke (interpretato dall'altro attore simbolo del cinema di Kurosawa, Tatsuya Nakadai), stanno tentando una riappacificazione. Sanjuro però è preoccupato, perché sa che la pace serve solo a preparare una guerra più grande, e cerca di trovare il modo per mandare a monte i piani dei due capi. Cattura quindi due uomini di Ushitora, Hachi e Kuma, che ubriachi avevano rivelato di essere gli assassini del capo del vicino villaggio, quindi li consegna a Seibei perché egli li consegni a sua volta alla polizia, decretando la fine del suo nemico.
Subito dopo si reca da Ushitora, a cui dice che i due ora sono in mano a Seibei, convinto che questo costituirà il pretesto ideale per ricominciare la guerra. Invece interviene nuovamente Unosuke, che assieme al terzo fratello, lo stupido e violento Inokichi, rapisce Yuchiro, il figlio dell'avversario, per costringere Seibei ad uno scambio di prigionieri. Al momento dello scambio, però, Unosuke uccide i suoi due sicari e trattiene Yuchiro, pretendendo come condizione per il rilascio la resa di Seibei; quest'ultimo però, che si aspettava una simile mossa, rivela di aver rapito Nui, la moglie di Tokuemon, il ricco commerciante di saké e seta amico di Ushitora. Viene organizzato quindi un nuovo scambio e Ushitora riprende la donna, che poi, temendo una contromossa di Seibei, rinchiude in una casa protetta, guardata a vista da sei dei suoi uomini. A questo punto Sanjuro finge di mettersi al suo servizio, e recatosi con una scusa nella casa dove è rinchiusa Nui riesce con un trucco a uccidere le guardie e a far scappare la donna con il figlio e il vero marito, (che poco tempo prima era stato costretto a venderla a Tokuemon per ripagare un debito) facendo credere però che sia tutta opera di Seibei. Ushitora si vendica dando fuoco alla casa di Tazaemon, il capo villaggio alleato di Seibei, che risponde devastando la distilleria di Tokuemon. Si arriva quindi allo scontro aperto, con decine di morti.
Purtroppo, le macchinazioni di Sanjuro giungono presto alla fine; Unosuke scopre infatti il suo doppiogioco, lo fa catturare e torturare perché riveli cosa ne è stato di Nui, ma Sanjuro riesce a fuggire e a lasciare il paese con uno stratagemma e la collaborazione dell'oste e del bottaio, nascondendosi in un capanno nei pressi del cimitero. Mentre Sanjuro è convalescente, Ushitora sconfigge Seibei, sterminando tutta la sua famiglia, quindi, scoperta la complicità dell'oste con Sanjuro, lo fa catturare perché riveli dove si trovi il samurai.
Informato dal bottaio, Sanjuro torna al villaggio e fa strage di Ushitora e di tutti i suoi seguaci all'infuori di uno, il figlio di un contadino che all'inizio del film si era unito a Ushitora inseguendo un miraggio di ricchezza e che rimanda a casa rammentandogli di come sia molto meglio vivere a lungo anche se poveri.
Con la morte dei due capi, la pace nel villaggio è ristabilita, e mentre la comunità torna alla vita (con Tazaemon che ormai rovinato e impazzito uccide Tokuemon), Sanjuro riprende il suo viaggio in cerca di nuove sfide.

## Influenza culturale
Sia in Giappone che in Occidente il film influenzò considerevolmente varie forme di intrattenimento, venendo ripreso e citato in diversi film:
- nel 1962 Kurosawa diresse un seguito intitolato Sanjuro, film nel quale Mifune ritorna a interpretare il samurai solitario.
- nel 1970 venne girato il film Zatoichi Meets Yojimbo, nel quale è presente Mifune, che interpreta un personaggio simile a quello recitato ne La sfida del samurai.
- nel 1977, in Guerre stellari, la scena al banco del bar in cui Obi-Wan Kenobi estrae la spada laser e taglia il braccio al gangster Evazan che aveva provocato e aggredito Luke ricorda la scena in cui Sanjuro taglia un braccio allo scagnozzo di Ushitora all'inizio del film.[senza fonte]
- nel 1984 David Carradine interpretò Kain il mercenario (The Warrior and the Sorceress), film che ripercorre in chiave sword & sorcery le vicende de La sfida del samurai.
- nel 1990 la scena del cane con la mano in bocca viene ripresa da David Lynch nel suo Cuore selvaggio.[senza fonte]
- nel 2003 la scena in cui il protagonista risparmia il figlio del contadino, andato via di casa per unirsi a Ushitora, è riproposta in Kill Bill vol.1, diretto da Quentin Tarantino.[senza fonte]

## Remake non autorizzato
Quando Sergio Leone realizzò nel 1964 Per un pugno di dollari non prevedendo affatto il successo planetario, non impose ai suoi produttori una richiesta dei diritti alla Toho Studios e ad Akira Kurosawa. Si aprì quindi una disputa legale che si concluse in forma extra giudiziale con un accordo che garantiva a Kurosawa i diritti di distribuzione di Per un pugno di dollari in Giappone, Corea del Sud e Formosa nonché il 15% dello sfruttamento commerciale in tutto il mondo. Kurosawa ebbe poi a dire di aver ricavato in questo modo più di quanto abbia mai ricavato con tutti i suoi film
Dopo averlo visto proiettato in un cinema romano , venne a Leone l'idea di una versione western così come John Sturges nel 1960 aveva fatto il remake in chiave western di un altro film di Kurosawa, I sette samurai. Leone studiò il film di Kurosawa ottenendo un film che deve molto per l'ispirazione ma al contempo ha una sua originalità per le molte variazioni e invenzioni che lo fecero divenire un nuovo della archetipo stagione del genere western.
Leone, seppur conscio di aver introdotto nel cinema un suo personale stile di regia, non ammetterà mai a pieno i plagi alla sceneggiatura scritta da Kurosawa. Lo stesso Fernando di Leo, che lavorò con Leone alla sceneggiatura, avanzerà per difesa ipotesi sulle ispirazioni stesse di Kurosawa al cinema e alla cultura occidentale.
Il primo riferimento fu dato, in realtà, dallo stesso Kurosawa che ammise l'influenza da un classico film noir, La chiave di vetro di Stuart Heisler, tratto dall'omonimo romanzo di Dashiell Hammett. Allo stesso scrittore farà riferimento Leone in una intervista per la Tv italiana citando un altro romanzo: Piombo e sangue (Red Harvest) ammettendo di averlo, con il suo primo film western, "riportato in patria".
Un ulteriore riferimento venne suggerito da Leone riguardo alla commedia dell'arte, in particolar modo alla commedia Arlecchino servitore di due padroni scritta da Carlo Goldoni nel 1745.
In una intervista, citata dal critico Aldo Tassone, Leone afferma scherzando di come Kurosawa "non avesse certo bisogno anche delle sue lodi". Tassone definisce la "civetteria" di Leone una mancanza di tatto nei confronti del "fordiano" Kurosawa, dichiarandosi egli stesso amante di John Ford.

### Differenze e similitudini
Il film di Sergio Leone si presenta come un vero e proprio remake in Technicolor occidentale del film di Kurosawa, le similitudini sono molteplici e non si fermano solo alla sceneggiatura. Mentre Kurosawa si fa scudo di una raffinata ironia, Leone rende il suo film violento e sanguinario benché intriso ancora di humor-nero.
Le differenze sono nei principi politici ed etici che Kurosawa mette in scena grazie alla figura del personaggio di Mifune, samurai senza nome che vuole "risanare" un paese dalla presenza delle due famiglie di malavitosi che, con il loro potere nel gioco d'azzardo e la loro influenza sul capovillaggio, controllano o bloccano il mercato della seta e del sakè e, conseguentemente, la vita delle persone. Leone abolisce ogni complicanza politica e lascia scorrere il film in maniera "effettistica" e meno sociale, rendendo il personaggio di Clint Eastwood, il pistolero senza nome, non più di un avido opportunista che solo alla fine concede aiuto alla famiglia divisa dal terribile Ramòn Rojo (Gian Maria Volonté).
Il samurai viene accolto nel villaggio da un poliziotto codardo e corrotto che gli chiede di unirsi a Seibei, perché il più forte in quel momento, solo per ricavare una moneta d'oro per la preziosa "dritta". Leone, tuttavia, abolisce questo personaggio sostituendolo con il neutrale campanaro del paese che fa da semplice informatore.
La battaglia finale vede, similmente al film di Leone, una sfida tra due modi di combattersi: Kurosawa getta un ironico guanto di sfida al genere western, che lui ama, lasciando che il samurai protagonista affronti l'unico uomo armato di pistola nel villaggio, quindi il più pericoloso. Dopo la sua rocambolesca e fortunata fuga, il samurai si allena a lanciare il coltello colpendo al volo foglie mosse dal vento. In tal modo riuscirà a bloccare la pericolosa mano armata di Unosuke e dargli il colpo di grazia.
Sergio Leone invece porta la sfida sulla questione pistola-fucile. Ramòn è convinto che il fucile, avendo una precisione ed una gittata maggiore, possa vincere facilmente uno scontro con un avversario armato di pistola, da qui la celebre frase del film. Il pistolero si vendicherà alla fine costruendo una corazza per bloccare i colpi mortali del fucile e riuscire ad arrivare alla distanza giusta per sparare con la pistola. Tuttavia, la spavalderia del protagonista non si ferma qui, nello scontro finale getta la pistola a terra e la sfida sarà a chi carica il colpo e spara per primo all'altro. La sfida sembra equipararsi solo quando entrambi caricano la propria arma nello stesso tempo. Qui Ramòn perde la sfida e la propria vita perché il fucile, avendo la canna più lunga, è molto più lento da puntare rispetto alla fidata pistola usata dal protagonista.
Anche alcuni elementi visivi sono stati ripresi e riadattati da Leone:
- Il sigaro di Eastwood fa specchio allo stuzzicadenti a base larga utilizzato da Mifune subito dopo aver mangiato per la prima volta alla locanda. Mifune ha un carattere irrequieto, ruota le spalle e si gratta la barba incolta quando è nervoso, e allo stesso modo gira e rigira lo stuzzicadenti in bocca prima di andare ad uccidere i banditi che lo avevano provocato al suo arrivo nel villaggio.[2]
- Le lunghe, caratteristiche attese nei duelli con la pistola fanno a loro volta specchio a quelli con la katana in cui due o più contendenti si studiano sui fendenti da utilizzare e i movimenti da adottare. Leone sacrifica quel realismo per far assumere ai suoi personaggi e alle situazioni stesse un tema epico e di grande suspense che richiama direttamente gli scontri cavallereschi e quelli della tradizione di cappa e spada.